# Beireda e Jumet
Beireda e Jumet (en francès Beyrède-Jumet) és un municipi francès situat al departament dels Alts Pirineus i a la regió d'Occitània.

## Demografia
| 1962                                       | 1968 | 1975 | 1982 | 1990 | 1999 | 2007 |
| ------------------------------------------ | ---- | ---- | ---- | ---- | ---- | ---- |
| 159                                        | 200  | 222  | 237  | 256  | 217  | 207  |
| Des de 1962: població sense dobles comptes |      |      |      |      |      |      |

## Administració
| Període   | Identitat      | Partit |
| --------- | -------------- | ------ |
| 1989-2001 | Antoine Rumeau | PCF    |
| 2001-     | Gilbert Rotge  |        |